# Індикові
Індикові (Meleagrididae) — підродина (Meleagridinae) птахів з родини фазанових, ряду куроподібних. До неї належить рід індик та його вимерлі родичі.

## Систематика
- Рід Індик Meleagris
  - Індик дикий Meleagris gallopavo
    - Свійський індик

  - Індик плямистий Meleagris ocellata
  - Індик каліфорнійський Meleagris californica †[2][3]
  - Meleagris crassipes †[4]
- Рід Proagriocharis †
  - Proagriocharis kimballensis †[5][6]
- Рід Rhegminornis †
  - Rhegminornis calobates †[7][8][9]